# BBW
BBW er en forkortelse for Big Beautiful Women (Store Smukke Kvinder), og det bruges som en eufemisme om en overvægtig kvinde. Ordet blev opfundet i 1979 af Carole Shaw, da hun lancerede sit BBW Magazine, et mode- og livstilsmagasin for kraftige kvinder. Da internettet siden vandt frem adopterede sex-industrien hurtigt begrebet, så betegnelsen BBW for mange vil have seksuelle konnotationer i retning af Store Smukke Nøgne Kvinder.
BBW har ikke en nedre eller en øvre vægtgrænse, dog kaldes sygeligt meget overvægtige for SSBBW ("Super Sized BBW ) og benyttes om alle der er fra svagt overvægtige til meget fede, og mange kvinder vælger at betegne sig selv som BBW, som en positiv beskrivelse, uden at referere specifikt til de seksuelle aspekter, og uden nødvendigvis at have hørt om BBW Magazine.